# Liste des vainqueurs du titre All-Ireland Fleadh Cheoil
Vous pouvez aider à l'améliorer ou bien discuter des problèmes sur sa page de discussion.
- Il ne cite pas suffisamment ses sources. Vous pouvez indiquer les passages à sourcer avec {{référence nécessaire}} ou {{Référence souhaitée}}, et inclure les références utiles en les liant aux notes de bas de page. (Marqué depuis décembre 2018)
- Certaines informations devraient être mieux reliées aux sources mentionnées dans la bibliographie ou les liens externes. Améliorez sa vérifiabilité en les associant par des références. (Marqué depuis décembre 2018)

- Archive Wikiwix
- Bing
- Cairn
- DuckDuckGo
- E. Universalis
- Gallica
- Google
- G. Books
- G. News
- G. Scholar
- Persée
- Qwant
- (zh) Baidu
- (ru) Yandex
- (wd) trouver des œuvres sur Wikidata

Cette page dresse la liste des vainqueurs du titre All-Ireland Fleadh Cheoil du festival de musique irlandaise (Fleadh Cheoil), organisé par le Comhaltas Ceoltóirí Éireann (en français, « rassemblement/fraternité de musiciens irlandais ») depuis sa création en 1951.
Les compétitions sont organisées pour des solistes, des duos, trios, et divers autres types d'ensembles. Elles sont sous divisées par groupes d'âge,,,,,,,,.

## Tin whistle(feadóg stain)
- 1964, Josie McDermott, comté de Sligo ;
- 1969, Mary Bergin, comté de Dublin ;
- 1971, Roy Galvin, comté de Dublin ;
- 1973, Micho Russell, comté de Clare ;
- 1975, S. O’Riain, (Seán Ryan) comté de Tipperary ;
- 1976, Father Charlie Coen, New York ;
- 1977, Diarmuid O’Cionnaith, comté de Dublin ;
- 1979, Peter McAlinden, Londres ;
- 1981, Liz King - Cassidy, comté de Wexford ;
- 1983, Sean Smyth, comté de Mayo ;
- 1984, Joanie Madden, New York ;
- 1985, Padraig Donlon, comté de Longford ;
- 1987, Sion Ní hAllmhuráin, comté de Clare ;
- 1990, Martina Bree, comté de Sligo ;
- 1991, Eleanor Carmody, comté de Kerry ;
- 1993, Grace Kelly, Manchester
- 1994, Laurence Nugent[10], comté de Fermanagh ;
- 1996, Tríona Flavin, comté de Limerick ;
- 1997, Sandra Deegan, comté de Carlow ;
- 1998, Róisín Nic Dhonnacha, comté de Galway ;
- 1999, Frances Donahue, comté de Kerry ;
- 2000, Mikie Smyth, comté de Dublin ;
- 2001, Louise Mulcahy, comté de Limerick ;
- 2002, Isaac Alderson, Chicago ;
- 2003, Emer Burke (Eimear De Burca), comté de Mayo ;
- 2003, Aidan O'Neill, comté de Tyrone ;
- 2004, Aidan O'Neill, comté de Tyrone ;
- 2005, Edward Looney, comté de Kerry ;
- 2006, Aisling McPhillips, comté de Fermanagh ;
- 2007, Cian Kearns, comté de Sligo ;
- 2008, Siobhan Ní Ógain (Siobhan Hogan), comté de Clare ;
- 2009, Yvonne Ward, comté de Leitrim ;
- 2010, Siobhán Ní Uirc, comté de Cork ;
- 2011, Orlaith McAuliffe, Londres ;
- 2012, Seán Céitinn, comté de Cork ;
- 2013, Jillian Ní Mháille, comté de Mayo ;
- 2014, Yasmin Lynch, comté de Donegal.
- 2015, James McCaffrey, County Tyrone
- 2016, Máire De Barra, County Mayo

## Tin whistle - slow airs (feadóg stain - foinn mhaIla)
- 1975, W. Patton ;
- 1976, Carmel Gunning, comté de Sligo ;
- 1977, Kevin Whitty, comté de Wexford ;
- 1979, Chalmers Brown ;
- 1983, Mairéad Ní Chathasaigh, comté de Cork ;
- 1984, Tom Hanafin, comté de Kerry ;
- 1985, Michel Sikiotakis, Paris ;
- 1996, Fiona Butler, comté de Kilkenny ;
- 1997, Majella Bartley, comté de Monaghan ;
- 1998, Róisín Nic Dhonnacha, comté de Galway ;
- 1989, Lorraine Mc Mahon, comté de Louth ;
- 1999, Emma O'Leary, comté de Kerry ;
- 2000, Caitríona Ní Mhaoldomhnaigh, comté de Limerick ;
- 2001, Noreen Ní Mhurchú, comté de Cork ;
- 2002, Sacra Ní Fhuardha, comté de Galway ;
- 2003, Linda Ní Bheirn, comté de Roscommon ;
- 2004, Sinéad Fahy, comté de Waterford ;
- 2005, Julie Ann McCafferty, comté de Fermanagh ;
- 2006, Fiachra Regan, comté de Galway ;
- 2007, Pól Ó Rúis, comté de Roscommon ;
- 2008, Edel McLaughlin, comté de Donegal ;
- 2009, Audrey Murphy, comté de Westmeath ;
- 2010, Audrey Murphy, comté de Westmeath ;
- 2011, Siobhan Ni Uirc (Joanne Quirke), comté de Cork ;
- 2012, Audrey Ní Mhurcú, comté de Westmeath ;
- 2013, Yasmin Lynch, comté du Donegal ;
- 2014, Maura Ní Bhriain, comté de Tipperary.

## Irish flute(feadóg mhór)
- 1951, Paddy Treacy, comté de Galway ;
- 1952, Paddy Treacy, comté de Galway ;
- 1953, Vincent Broderick, comté de Galway ;
- 1954, Frances Donahue, comté de Galway ;
- 1955, Peter Broderick, comté de Galway ;
- 1956, Peadar O'Loughlin, comté de Clare ;
- 1957, Peadar O'Loughlin, comté de Clare ;
- 1958, P. J. Maloney, comté de Tipperary ;
- 1959, Michael Falsey, comté de Clare ;
- 1960, Paddy Carty, comté de Galway ;
- 1961, Paddy Carty, comté de Galway ;
- 1962, Cathal McConnell, comté de Fermanagh ;
- 1963, Paddy Carty, comté de Galway ;
- 1964, Paddy Treacy, comté de Galway ;
- 1965, Séamus Tansey, comté de Sligo ;
- 1966, Matt Molloy, comté de Roscommon ;
- 1967, John Brady, comté d'Offaly ;
- 1968, Mícheál Ó Halmhain, comté de Dublin ;
- 1969, Mícheál Ó Halmhain, comté de Dublin ;
- 1970, Billy Clifford, Londres ;
- 1971, P. O. Ceannabhain, comté de Galway ;
- 1972, Patsy Hanly, comté de Roscommon ;
- 1973, Eugene Nolan, comté de Laois ;
- 1974, Josie McDermott, comté de Sligo ;
- 1975, Deirdre Collis, comté de Sligo ;
- 1976, Peig McGrath Needham, comté de Roscommon ;
- 1977, Pat "Patsy" Moloney, comté de Limerick/Birmingham ;
- 1978, Tommy Guihan, comté de Roscommon ;
- 1979, Marcus Hernon, comté de Galway, et Leon Agnew, comté d'Antrim (ex-æquo) ;
- 1980, Marcus Hernon, comté de Galway ;
- 1981, Michael Hearty, comté de Tipperary ;
- 1982, Noel Sweeney, comté de Longford ;
- 1983, Paul Gallagher, Luton/Londres ;
- 1984, Siobhán O'Donnell, Londdres ;
- 1985, Claire Burke, comté d'Offaly ;
- 1986, Sharon McDermott, comté de Tyrone ;
- 1987, Pat Fitzpatrick, comté de Wexford ;
- 1988, Garry Shannon, comté de Clare ;
- 1989, Attracta Brady, comté d'Offaly ;
- 1990, Thomas McElvogue, Leeds ;
- 1991, Sharon Burke, Londres ;
- 1992, Martin Glynn, comté de Clare ;
- 1993, Paul McGlinchey[11], comté de Tyrone ;
- 1994, Paul McGlinchey, comté de Tyrone ;
- 1995, Paul McGlinchey, comté de Tyrone ;
- 1996, Majella Bartley, comté de Monaghan ;
- 1997, Sandra Deegan, comté de Carlow ;
- 1998, June McCormack, comté de Sligo ;
- 1999, Tom O'Connor, comté de Kerry ;
- 2000, Sarah-Jane Woods, comté de Dublin ;
- 2001, Louise Mulcahy, comté de Limerick ;
- 2002, Isaac Alderson, Chicago ;
- 2003, Aoife Ní Ghrainbhil, comté de Kerry ;
- 2004, Michael Mac Conraí, comté de Limerick ;
- 2005, Siobhán Hogan, comté de Clare ;
- 2006, James Mahon, comté de Dublin ;
- 2007, Cian Kearns, comté de Sligo ;
- 2008, Stiofan Ó Dochartaigh (Stephen Doherty), comté de Mayo ;
- 2009, Cathy Jones, comté de Kilkenny ;
- 2010, Paraic Stapleton, comté de Tipperary ;
- 2011, Orlaith McAullife, Londres ;
- 2012, Tommy Fitzharris, comté de Laois ;
- 2013, Jillian Ní Mháille, comté de Mayo ;
- 2014, Siobhán Ní Uirc, comté de Cork.

## Irish flute - Slow airs (feadóg mhór - foinn mhalla)
- 1975, J. Lewis ;
- 1976, Ann O’Brien, comté d'Antrim ;
- 1977, Des Leech, comté de Dublin ;
- 1979, Padraig O Lochlainn ;
- 1981, Neansaí Ní Choisdealbha, comté de Galway ;
- 1983, Meadhbh Ni Loclainn, comté de Dublin ;
- 1984, Tom Hanafin, comté de Kerry ;
- 1985, Julia Nicholas, Saint Helens, Merseyside ;
- 1987, Kathleen Ford, comté de Donegal ;
- 1988, Michael Griffin, comté de Wexford ;
- 1991, Paul McGlinchey, comté de Tyrone ;
- 1996, Fiona Butler, comté de Kilkenny ;
- 1997, Catriona Ni Chlochasaigh, comté de Limerick ;
- 1998, Aoife Ni Ghrainbhil, comté de Kerry ;
- 1999, Ciaran McGuinness, comté de Longford ;
- 2000, Attracta Brady, comté d'Offaly ;
- 2001, Áine Ní Dhé, comté de Kerry ;
- 2002, Seacailín Ní Ealaithe, comté de Limerick ;
- 2003, Seacailín Ní Ealaithe, comté de Limerick ;
- 2004, Frances Donahue, comté de Galway ;
- 2005, Richard Nealon, comté de Dublin ;
- 2006, Sinéad Fahey, comté de Waterford ;
- 2007, Christina Dolphin, comté de Dublin ;
- 2008, Audrey Ní Murchú, comté de Westmeath ;
- 2009, Matthew Dean, Villa Real, Castille-La Manche, Espagne ;
- 2010, Bríd Ní Shionnáin, comté de Roscommon
- 2011, Eibhlís Ní Shúilleabháin, comté de Cork ;
- 2012, Órlaith McAuliffe, Londres ;
- 2013, Jillian Ní Mháille, comté de Mayo ;
- 2014, Máiréad Ní Chiaraigh, comté de Cork.

## Fiddle(veidhlín)
- 1951, Pat Kelly, comté de Tyrone ;
- 1952, Bobby Casey, comté de Clare et Dan Cleary, comté d'Offaly (ex-æquo) ;
- 1953, Paddy Canny, comté de Clare ;
- 1954, Aggie Whyte, comté de Galway ;
- 1955, Seán Ryan, comté de Tipperary ;
- 1956, Seán Ryan, comté de Tipperary ;
- 1957, Jimmy McHugh, Glasgow, Scotland ;
- 1958, Seán McLoughlan, comté d'Antrim ;
- 1959, John Gallagher, comté de Donegal ;
- 1960, Cait Ní Chuis, comté de Limerick ;
- 1961, Séamus Connolly, comté de Clare ;
- 1962, Brendan McGlinchey, comté d'Armagh ;
- 1963, Séamus Connolly, comté de Clare ;
- 1964, Gus Tierney, comté de Clare ;
- 1965, Gerry Forde, comté de Wexford ;
- 1966, Kathleen Collins, New York ;
- 1967, Maura Connolly, comté de Laois ;
- 1968, Bobby Casey, comté de Clare ;
- 1969, Joe Ryan, comté de Clare ;
- 1970, Máirtín Byrnes, comté de Galway ;
- 1971, Antóin Mac Gabhann, comté de Cavan ;
- 1972, Antóin Mac Gabhann, comté de Cavan ;
- 1973, Paddy Glackin, comté de Dublin ;
- 1974, Vincent Griffin, comté de Clare ;
- 1975, Liz Carroll, Chicago ;
- 1976, Jim McKillop, comté d'Antrim ;
- 1977, Maurice Lennon, comté de Leitrim ;
- 1978, Seán Nugent, comté de Fermanagh ;
- 1979, Frank Kelly, comté de Donegal ;
- 1980, Eileen O'Brien, comté de Tipperary ;
- 1981, Martin Hayes, comté de Clare ;
- 1982, Martin Hayes, comté de Clare ;
- 1983, Jimmy McBride, comté de Donegal ;
- 1984, Eileen Ivers, New York ;
- 1985, Cathal Hayden, comté de Tyrone ;
- 1986, Brian Conway, New York ;
- 1987, Brendan Larrissey, comté de Louth ;
- 1988, Brid Harper, comté de Donegal ;
- 1989, Áine O'Connor, comté de Limerick ;
- 1990, Brian Lavery, comté de Londonderry ;
- 1991, Thomas Morrow, comté de Leitrim ;
- 1992, Mac Dara Ó Raghallaigh, comté de Meath ;
- 1993, Áine McGrath, comté de Kildare ;
- 1994, Andrew Dinan, Manchester ;
- 1995, Liz Kane, comté de Galway ;
- 1996, Kevin Madden, Manchester ;
- 1997, Ursula Byrne; comté de Down ;
- 1998, Mark Lavery, comté de Londonderry ;
- 1999, Oisín Mac Diarmada, comté de Sligo ;
- 2000, Ita Cunningham, comté de Galway ;
- 2001, Zoe Conway, comté de Louth ;
- 2002, Fergal Scahill, comté de Galway ;
- 2003, Aisling Ní Choisdealbha, comté de Tipperary ;
- 2004, Michael O Rourke, comté de Clare ;
- 2005, Michael Harrison, comté de Tipperary ;
- 2006, Aidan O’Neill, comté de Tyrone ;
- 2007, Laura Beagon, comté de Monaghan ;
- 2008, Ronan Mac Grianna, comté de Mayo ;
- 2009, Johnny Canning, Glasgow ;
- 2010, Lisa Ward, comté de Leitrim ;
- 2011, Tara Breen, comté de Clare ;
- 2012, Niall Murphy, comté d'Armagh ;
- 2013, Lydia Warnock, comté de Leitrim ;
- 2014, Dylan Foley, New York.

## Fiddle - slow airs (fidil/veidhlín - foinn mhalla)
- 1975, P. O’Coill ;
- 1976, Ann O'Brien, comté d'Antrim ;
- 1977, Nollaig Ni Chathasaigh, comté de Cork ;
- 1979, John O'Sullivan, comté de Kilkenny ;
- 1981. Tommy McGoldrick, comté d'Antrim ;
- 1983, Frances Nesbitt, comté de Tipperary ;
- 1984, Frances Nesbitt, comté de Tipperary ;
- 1985, Frances Nesbitt, comté de Tipperary ;
- 1987, Michael Ó hEineachain, comté de Mayo
- 1988, Colm Crummey, comté d'Antrim ;
- 1993, Frances Donahue, Loughmore, comté de Tipperary ;
- 1996, Kieran Convery, comté d'Antrim ;
- 1997, Zoe Conway, comté de Louth ;
- 1998, Lisa Ni Choisdealbha, comté de Tipperary ;
- 1999, Emma O'Leary, comté de Kerry ;
- 2000, Tomás Mac Aogáin, comté de Wexford ;
- 2001, Cathal Ó Clochasaigh, comté de Limerick ;
- 2002, Eleanor Keane, Glasgow ;
- 2003, Kia Jewett, New Jersey ;
- 2004, Clár Ní Chuinn, comté de Tipperary ;
- 2005, Marion Collins, comté de Cork
- 2006, Pádraig Creedon, comté de Kerry ;
- 2007, Niall McClean, comté de Down ;
- 2008, Áine Sinéad Ní Riain, comté de Limerick ;
- 2009, Tara Breen, comté de Clare ;
- 2010, Courtney Cullen, comté de Wicklow ;
- 2011, Lydia Warnock, comté de Leitrim ;
- 2012, Clár Breathnach, comté de Dublin ;
- 2013, Caitríona Ní Luasa, comté de Cork ;
- 2014, Donál Ó Beoláin, comté de Westmeath.

## Uilleann pipes(piob Uilleann)
- 19??, Dan O Dowd, comté de Dublin ;
- 1955, Dan Cleary, comté d'Offaly ;
- 1956, Dan Cleary, comté d'Offaly ;
- 1957, Dan Cleary, comté d'Offaly ;
- 1958, Pat McNulty, Glasgow ;
- 196?, Tomás Ó Ceannabháin, comté de Galway ;
- 1975, Finbar McLaughlin, comté de Londonderry ;
- 1976, Trevor Stewart, comté d'Antrim ;
- 1977, Joseph McHugh, comté de Londonderry ;
- 1979, Brian Stafford, comté de Londonderry ;
- 1981, D. Buckley ;
- 1980, Mattie Connolly, comté de Monaghan/New York ;
- 1982, Seamus Meehan, Dublin ;
- 1983, Michael Cooney, comté de Tipperary ;
- 1985, Fergus Finnegan, comté de Dublin ;
- 1986, Eamonn Walsh, Ballina, comté de Mayo ;
- 1987, Martin Frain, Sheffield ;
- 19xx, Felix Doran ;
- 1990, Brendan Ring, Londres ;
- 1991, Tiarnan O'Duinchinn, comté de Monaghan ;
- 1992, David Power, comté d'Armagh ;
- 1996, Brian Krause, comté de Galway ;
- 1997, Flaithri Neff, comté de Cork ;
- 1998, David Kinsella, comté d'Offaly ;
- 1999, Audrey Cunningham, comté de Carlow ;
- 2000, Mikie Smyth, comté de Dublin ;
- 2001, Louise Mulcahy, comté de Limerick ;
- 2002, Isaac Alderson, Chicago ;
- 2003, Martin Crossin, comté de Donegal ;
- 2004, Richard Murray, comté de Galway ;
- 2005, James Mahon, comté de Dublin ;
- 2006, Éanna Ó Cróinín, comté de Meath ;
- 2007, Seán McCarthy, comté de Cork ;
- 2008, Fiachra Ó Riagain, comté de Galway ;
- 2009, Martino Vacca. comté de Limerick ;
- 2010, Risteard Ó Nialáin, comté de Galway ;
- 2011, Éanna Ó Chróinín, comté de Meath ;
- 2012, Seán Céitinn, comté de Cork ;
- 2013, Conor Mallon, comté d'Armagh ;
- 2014, Cathal Ó Crócaigh, comté de Dublin.

## Uilleann pipes - slow airs (píob Uilleann - foinn mhalla)
- 1985, Eamonn Walsh, comté de Mayo ;
- 1975, Seamus Casey, Londres ;
- 1976, Seamus Casey, Londres ;
- 1977, (1 participant uniquement)
- 1979, Gearoid O Allumharain, comté de Clare ;
- 1983, Brian McComb, Blackburn, Lancashire ;
- 1985, Brian McNamara, comté de Leitrim ;
- 1986, Andrew Murphy, Poulton-le-Fylde, Lancashire ;
- 1987, Mark Donnelly (Deceased), comté d'Armagh ;
- 1991, Tommy Martin, comté de Dublin ;
- 1992, Patrick Hutchinson, États-Unis ;
- 1995, Bryan Palmer< Dublin ;
- 1996, Maire de Cogain, comté de Cork ;
- 1997, Flaithri Neff, comté de Cork ;
- 1998, Sean Ryan, États-Unis ;
- 1999, Audrey Cunningham, comté de Carlow ;
- 2000, Mikie Smyth, comté de Dublin ;
- 2001, Louise Mulcahy, comté de Limerick ;
- 2002, Isaac Alderson, Chicago ;
- 2003, Sinéad O'Shiel Flemming, comté de Laois ;
- 2004, Richard Murray, comté de Galway ;
- 2005, James Mahon, comté de Dublin ;
- 2006, Éanna Ó Croinín, comté de Galway ;
- 2007, Seán McCarthy, comté de Cork ;
- 2008, Fiachra Ó Riagáin, comté de Galway ;
- 2009, Martino Vacca, comté de Limerick ;
- 2010, Fionn Morrisson, comté de Dublin ;
- 2011, Éanna Ó Cróinín, comté de Meath ;
- 2012, Seán Céitinn, comté de Cork ;
- 2013, Torrin Ryan, Massachusetts ;
- 2014, Patrick Hutchinson, Massachusetts.

## Grande cornemuse irlandaise (piob mhór)
- 1955, Francis Vaughan, comté de Clare ;
- 1975, Michael O’Malley, Londres ;
- 1976, Michael O’Malley, Londres ;
- 1977, Br. Vincent, comté de Sligo ;
- 1979, James Finnegan, Londres ;
- 1983, Rory Somers, comté de Mayo ;
- 1985, Sarah Fitzpatrick, comté de Wexford ;
- 1987, Denis O'Reilly, comté de Kerry ;
- 1993, Shane O'Neill, comté de Tyrone ;
- 1996, Danny Houlihan, comté de Kerry ;
- 1997, Danny Houlihan, comté de Kerry ;
- 1998, Martin McAndrew, Chicago ;
- 1999, Danny Houlihan, comté de Kerry ;
- 2000, Danny Houlihan, comté de Kerry ;
- 2001, Danny Houlihan, comté de Kerry ;
- 2002, Danny Houlihan, comté de Kerry ;
- 2004, Greg Robbin, Londres ;
- 2005, Conal McNamara, comté de Galway ;
- 2006, Rachel Corr, comté de Tyrone ;
- 2007,
- 2008, Lisa Farber, New Jersey, États-Unis ;
- 2009, Lisa Farber, New Jersey, États-Unis ;
- 2010, David Stone, comté de Waterford.

## Chant irlandais - catégorie féminine (amhrán gaeilge - mná)
- 1957, Ros Maire Ni Giollarnath, comté de Galway ;
- 1975, Lena Bn. Ui She ;
- 1976, Nora McDonagh, Chicago ;
- 1977, Mary Cooley, Chicago ;
- 1979, Eibhlin Briscoe, comté de Tipperary ;
- 1983, Mairead Ni Oistin, comté de Dublin ;
- 1985, Karen Breathnach, comté de Kerry ;
- 1987, Nora Ní Dhonnacha, comté de Galway ;
- 1996, Mary Gallagher, comté de Cork ;
- 1998, Mairéad Ní Fhlatharta, comté de Galway ;
- 1999, Caitríona Ní Laoire, comté de Meath ;
- 2000, Karen Ní Thrinsigh, comté de Kerry ;
- 2001, Karen Ní Thrinsigh, comté de Kerry ;
- 2002, Treasa Bn Uí Chonaill, comté de Galway ;
- 2003, Astrid Ní Mhongáin, comté de Mayo ;
- 2004, Bairbre Uí Theighneáin, Clonaslee, Co. Laois ;
- 2005, Máire Ní Choilm, comté de Donegal ;
- 2006, Nollaig Nic Andriú, comté de Mayo ;
- 2007, Rachel Ní Ghairbheith, comté de Roscommon ;
- 2008, Nollaig Ní Laiore, comté de Meath ;
- 2009, Gobnait Ní Chrualaoi, comté de Cork ;
- 2010, Róisín Ní Riain, comté de Kerry ;
- 2011, Gobnait Ní Chrualaoí, comté de Cork ;
- 2012, Muireann Ní Luasa, comté de Cork ;
- 2013, Clár Nic Ruairi, comté de Derry ;
- 2014, Sailí Ní Dhroighneáin, comté de Galway.

## Chant irlandais - catégorie masculine (amhrán gaeilge - fir)
- 1956, Sean Quinn, comté de Clare ;
- 1975, T. O’Duinnon ;
- 1976, Clement MacSuibhne, comté de Donegal ;
- 1977, Seosamh MacDonnacha, comté de Galway ;
- 1979, Mathiun O'Caoimh, comté de Tipperary ;
- 1982, Martin Joyce, Leeds ;
- 1983, Sean Ó Croinin, comté de Cork ;
- 1985, Martin Joyce, Leeds ;
- 1987, Dara Ban MacDhonnacha, comté de Galway ;
- 1996, Bartlae Breathnach, comté de Galway ;
- 1999, Naoise Ó Mongáin, comté de Mayo ;
- 2000, Traolach Ó Conghaile, comté de Mayo ;
- 2001, Ciarán Ó Coincheanainn, comté de Galway ;
- 2002, Eoghan Warner, comté de Kerry ;
- 2003, Astrid Ní Mhongáin, comté de Mayo ;
- 2004, Frances Donahue, comté de Tipperary ;
- 2005, Coireall Mac Curtain, comté de Limerick ;
- 2006, Colm McDonagh, comté de Galway ;
- 2007, Liam Ó Cróinín, comté de Cork ;
- 2008, Breandán Ó Ceannabháin, comté de Galway ;
- 2009, Breandán Ó Ceannabháin, comté de Galway ;
- 2010, Seosamh Ó Críodáin, comté de Kerry ;
- 2011, Seosamh Ó Críodáin, comté de Kerry ;
- 2012, Seosamh Ó Críodáin, comté de Kerry ;
- 2013, Anraí Ó Domhnaill, comté de Donegal ;
- 2014, Anraí Ó Domhnaill, comté de Donegal.

## Chant anglais - catégorie féminine (amhrán bearla - mná)
- 19xx, Rita Gallagher, comté de Donegal ; (trois fois vainqueur, années inconnues) ;
- 1969, Nora Butler, comté de Tipperary ;
- 1970, Nora Butler, comté de Tipperary ;
- 1971, Nora Butler, comté de Tipperary ;
- 1972, Anne Brolly, comté de Londonderry ;
- 1975, M. O’Reilly ;
- 1976, Pauline Sweeney, comté de Donegal ;
- 1979, Rita Gallager, comté de Donegal ;
- 1983, Siobhan O'Donnell, Londres ;
- 1985, Rose Daly, comté d'Offaly ;
- 1986, Rose Daly, comté d'Offaly ;
- 1987, Rose Daly, comté d'Offaly ;
- 1991, Karen Walsh, comté de Kerry ;
- 1996, Christina Pierce, comté de Roscommon ;
- 1999, Máire Ní Chéilleachair, comté de Cork ;
- 2000, Frances Donahue, comté de Donegal ;
- 2001, Deirdre Scanlon, comté de Limerick ;
- 2002, Sharon Buckley, comté de Kerry ;
- 2003, Ann Marie Kavanagh, comté de Tipperary ;
- 2004, Christina Pierce, comté de Roscommon ;
- 2005, Brigid Delaney, comté de Kildare ;
- 2006, Brigid Delaney, comté de Kildare ;
- 2007, Kate Ford, comté de Donegal ;
- 2008, Amelia Ní Mhurchú, comté de Monaghan ;
- 2009, Shauna McGarrigle, comté d'Offaly ;
- 2010, Denise Whelan, comté de Clare ;
- 2011, Eibhlín Máire Ní Dhuibhir, comté de Limerick ;
- 2012, Eibhlín Ní Bhrúdair, comté de Limerick ;
- 2013, Eimear Arkins, comté de Clare ;
- 2014, Cáit Ní Bhrúdair Uí Mhurchú, comté de Limerick.

## Chant anglais - catégorie masculine (amhrán bearla - fir)
- 1971, Len Graham, comté de Louth ;
- 19xx, Frank Harte, comté de Dublin ;
- 19xx, Oliver Mulligan ;
- 1975, P. Nolan ;
- 1976, Paddy Berry, comté de Wexford ;
- 1977, Vincent Crowley, comté de Cork ;
- 1979, John Cronin, comté de Cork ;
- 1983, Vincent Crowley, comté de Cork ;
- 1985, John Furlong, comté de Wexford ;
- 1986, Sean O'Dalaigh Contae Atha Cliath ;
- 1987, Gerard McQuaid, comté de Monaghan ;
- 1996, John Power, comté de Waterford ;
- 1997, John Power, comté de Waterford ;
- 1998, Maurice Foley, comté de Cork ;
- 1999, John Furlong, comté de Wexford ;
- 2000, Séamus Brogan, St Albans, Angleterre ;
- 2001, Jon Jon Williams, comté de Londonderry ;
- 2002, Brian Hart, Saint-Louis, États-Unis ;
- 2003, Cathal Lynch, comté de Tyrone ;
- 2004, Donal Bowe, comté de Tipperary ;
- 2005, Dónal Ó Liatháin, comté de Limerick ;
- 2006, Seán Breen, comté de Kerry ;
- 2007, Niall Wall (Niall de Bhál), comté de Wexford ;
- 2008, Padraic Keena (Padhraic Ó Cionnaith), comté de Westmeath ;
- 2009, Tadhg Maher (Tadhg Ó Meachair), comté de Tipperary ;
- 2010, Cian Ó Ciaráin, comté de Sligo ;
- 2011, Cathal O'Neill, comté de Tyrone ;
- 2012, Peadar Sherry, comté de Monaghan ;
- 2013, Daoiri Farrell, comté de Dublin ;
- 2014, Micheál O'Shea, comté de Kerry.

## Chant irlandais - compositions récentes (amhrán nua-cheaptha gaeilge)
- 1975, M. McGinley, comté de Donegal ;
- 1976, M. McGinley, comté de Donegal ;
- 1977, Maire Ni Bhaoil, comté de Monaghan ;
- 1979, M.J. O' Reilly, comté de Wexford ;
- 1982, M.J. O' Reilly, comté de Wexford ;
- 1983, Seán O Cathasaigh, comté de Cork ;
- 1985, Colm MacConfhaola, comté de Wexford ;
- 1987, Jack McCutheon, comté de Wexford ;
- 1996, Frances Donahue, comté de Galway ;
- 1999, Ciarán Ó Concheanainn, comté de Galway ;
- 2000, Matthew Gormally, comté de Galway ;
- 2001, Brenda O'Sullivan, comté de Dublin ;
- 2002, Brenda O'Sullivan, comté de Dublin ;
- 2003, Sarah Stone, comté d'Offaly ;
- 2004, Dick Beamish, comté de Cork ;
- 2005, Seán Ó Muimhneacháin, comté de Cork ;
- 2006, Seán Ó Muimhneacháin, comté de Cork ;
- 2007, Seán Ó Muimhneacháin, comté de Cork ;
- 2008, Seán Ó Muimhneacháin, comté de Cork ;
- 2009, Seán Ó Muimhneacháin, comté de Cork ;
- 2010, Eilís Ní Shúilleabháin, comté de Cork ;
- 2011, Seán Ó Múimhneacháin, comté de Cork ;
- 2012, Diarmaid Ó hEachthigheirn, comté de Cork ;
- 2013, Liam Ó Riain, comté de Waterford ;
- 2014, Seán Ó Muimhneacháin, comté de Cork.

## Chant anglais - compositions récentes (amhrán nua-cheaptha bearla)
- 1975, J. Cronin ;
- 1976, Barbara Juppe, New York ;
- 1977, John Flanagan, comté de Clare ;
- 1979, Joseph Mulhern, comté de Londonderry ;
- 1983, Tony Waldron, comté de Galway ;
- 1984, Sean O Dalaigh Bothair na Gloch Atha Cliath ;
- 1985, Paddy Blake, comté de Wicklow ;
- 1986, Sean O Dalaigh Bothair na Gloch Atha Cliath ;
- 1987, Padraig Ó Raithbheartaigh, comté de Galway ;
- 1996, Dan Keane, comté de Kerry ;
- 1996, Dan Keane, comté de Kerry ;
- 1999, Dan Keane, comté de Kerry ;
- 2000, Colm O'Donnell, comté de Sligo ;
- 2001, Dan Keane, comté de Kerry ;
- 2002, Niall Wall, comté de Wexford ;
- 2003, Pete McAleer, Newport, pays de Galles ;
- 2004, Bruce Scott, Liverpool ;
- 2005, Séan Ó Muimhneacháin, comté de Cork ;
- 2006, Bruce Scott, Liverpool ;
- 2007, Mary Ryan, comté de Kildare ;
- 2008, Etaoin Rowe, Londres ;
- 2009, Terry Cowan, comté de Down ;
- 2010, Muiris Mac Giolla Choda, comté de Cork ;
- 2011, Muiris Mac Giolla Choda, comté de Cork ;
- 2012, Padhraig Ó Tuathail, comté de Mayo ;
- 2013, Shauna McGarrigle, comté d'Offaly ;
- 2014, Etaoin Rowe, Londres.

## Sifflement(feadaíl)
- 1966, Tom McHale, comté de Roscommon ;
- 1975, Paddy Berry, comté de Wexford ;
- 1976, Seamus O'Donnell, comté de Sligo ;
- 1977, Paddy Berry, comté de Wexford ;
- 1979, Michael Creavers, comté de Galway ;
- 1983, Walter O'Hara, comté de Wexford ;
- 1984, Liam Gaul, comté de Wexford ;
- 1985, Paddy O'Donnell, comté de Galway ;
- 1986, M.J. O'Reilly, comté de Wexford ;
- 1987, Padraig Ó Raithbheartaigh, comté de Galway ;
- 1996, Michael Ryan, comté de Tipperary ;
- 1990, John O'Connell, comté d'Antrim ;
- 1998, Síle Áine de Barra, comté de Cork ;
- 1999, Sean White, comté de Waterford ;
- 2000, Frances Donahue, comté de Galway ;
- 2001, Séan Seosamh Mac Domhnaill, comté de Mayo ;
- 2002, Séan Seosamh Mac Domhnaill, comté de Mayo ;
- 2003, Aníde Uí Bhennéis, comté de Limerick ;
- 2004, Aníde Uí Bhennéis, comté de Limerick ;
- 2005, Aníde Uí Bhennéis, comté de Limerick ;
- 2006, Aníde Uí Bhennéis, comté de Limerick ;
- 2007, Máiréad Ní Chorradáin, comté de Limerick ;
- 2008, Tony Connolly, comté de Galway ;
- 2009, Claire McNicholl, comté de Londonderry ;
- 2010, Ailéin Ó Dubhuir, comté de Wexford ;
- 2011, Ailéin Ó Dubhuir, comté de Wexford ;
- 2012, Ailéin Ó Dubhuir, comté de Wexford ;
- 2013, Ailéin Ó Dubhuir, comté de Wexford ;
- 2014, Séamus Ó hAirtnéide, comté de Limerick.

## Lilting(outurlute,portaireacht)
- 1954, Paddy Tunney, comté de Fermanagh (première année du concours) ;
- 1955, Paddy Tunney, comté de Fermanagh ;
- 1956, Paddy Tunney, comté de Fermanagh ;
- 1959, Seamus Fay, comté de Cavan ;
- 1960, Seamus Fay, comté de Cavan ;
- 1961, Seamus Fay, comté de Cavan ;
- 1963, Micheal O'Rourke, Co. Leitrim ;
- 1967, Josie McDermott, comté de Sligo ;
- 1969, Seamus Fay, comté de Cavan ;
- 1975, Joseph Harris, comté de Kildare ;
- 1976, Joseph Harris, comté de Kildare ;
- 1977, Vincent Crowley, comté de Cork ;
- 1978, Michael Rafferty, comté de Galway ;
- 1979, M.J. O'Reilly, comté de Wexford ;
- 1980, M.J. O'Reilly, comté de Wexford ;
- 1981, M.J. O'Reilly, comté de Wexford ;
- 1982, M.J. O'Reilly, comté de Wexford ;
- 1983, Michael Craven, comté de Galway ;
- 1985, M.J. O'Reilly, comté de Wexford ;
- 199x, John Culhane, comté de Limerick ;
- 199x, John Culhane, comté de Limerick ;
- 199x, John Culhane, comté de Limerick ;
- 199x, John Culhane, comté de Limerick ;
- 199x, John Culhane, comté de Limerick ;
- 1987, Padraig Ó Raithbheartaigh, comté de Galway ;
- 1996, Caitrona Cullivan, comté de Cavan ;
- 1999, Bernadette Collins, comté de Cork ;
- 2000, Seán Ó Cathaláin, comté de Limerick ;
- 2001, Seán Ó Cathaláin, comté de Limerick ;
- 2002, Seán Ó Cathaláin, comté de Limerick ;
- 2003, Tadhg Maher, comté de Tipperary ;
- 2004, Tommy Stone, comté d'Offaly ;
- 2005, Seán Breen, comté de Kerry ;
- 2006, Séan Ó Cathaláin, comté de Limerick ;
- 2007, Seán Breen, comté de Kerry ;
- 2008, Cian Kearns (Cian Ó Ciaráin), comté de Sligo ;
- 2009, Seán Breen, comté de Kerry ;
- 2010, Paul O'Reilly (Pól Ó Raghallaigh), comté de Wexford ;
- 2011, Caoimhe Ní Chiaráin, comté de Sligo ;
- 2012, Eibhlín Ní Bhrúdair, comté de Limerick ;
- 2013, Aoife Colféir, comté de Wexford ;
- 2014, Donal Tydings, County Kerry.

## Accordéon diatonique(bosca cheoil)
- 1951, Joe Boland, comté d'Offaly ;
- 1952, Frank Gavigan, comté de Westmeath ;
- 1953, Paddy O'Brien, comté de Tipperary ;
- 1954, Kieran Kelly, comté d'Offaly ;
- 1955, Kieran Kelly, comté d'Offaly ;
- 1956, George Ross, comté de Wexford
- 1957, Michael Mullins, comté d'Offaly ;
- 1958, Danny Coughlan, comté d'Offaly ;
- 1959, Joe Burke, comté de Galway ;
- 1960, Joe Burke, comté de Galway ;
- 1961, Brendan Mulhair, comté de Galway ;
- 1962, Martin McMahon, comté de Clare ;
- 1963, John Bowe, comté d'Offaly ;
- 1964, Kevin Loughlin, comté de Fermanagh ;
- 1965, Paddy Ryan, comté de Tipperary ;
- 1966, Tom Ferris, comté de Wexford ;
- 1967, Ellen Flanagan Comerford, comté d'Offaly ;
- 1968, Dick Sherlock, comté de Sligo ;
- 1969, Pat Barton, comté d'Offaly ;
- 1970, John Regan, comté de Sligo ;
- 1971, Paddy Gavin, comté de Dublin ;
- 1972, Seán Gavin, comté de Galway ;
- 1973, P. J. Hernon, comté de Galway ;
- 1974, Jackie Daly, comté de Cork ;
- 1975, Paddy O'Brien, comté d'Offaly ;
- 1976, Deirdre Collis, comté de Sligo ;
- 1977, Gerry Hanley, comté de Galway ;
- 1978, Martin Connolly, comté de Clare ;
- 1979, John Lucid, comté de Kerry ;
- 1980, Séamus Walshe, comté de Clare ;
- 1981, Tom O'Connell, comté de Limerick ;
- 1982, John Nolan, New York ;
- 1983, John Whelan, Luton, Angleterre / New Jersey, États-Unis ;
- 1984, John Connolly, comté de Tipperary ;
- 1985, Willie Fogarty, comté de Tipperary ;
- 1986, Billy McComiskey, Brooklyn, New York / Baltimore, Maryland ;
- 1987, Michael Sexton, comté de Clare ;
- 1988, Paddy Clancy, comté de Limerick ;
- 1989, John Bass, comté de Wexford ;
- 1990, John Bass, comté de Wexford ;
- 1991, Frances Donahue, Londres ;
- 1992, Ned Kelly, comté de Tipperary ;
- 1993, Colin Nea, comté de Westmeath ;
- 1994, Colin Nea, comté de Westmeath ;
- 1995, Pádraig Kinsella, comté d'Offaly ;
- 1996, Danny O'Mahony, comté de Kerry ;
- 1997, Alan Costello, comté de Tipperary ;
- 1998, Maurice Egan, comté de Kerry ;
- 1999, James Kinsella, comté d'Offaly ;
- 2000, Nuala Hehir, comté de Clare ;
- 2001, T. P. McNamara, comté de Kerry ;
- 2002, Fiachra Ó Mongain, comté de Mayo ;
- 2003, Oliver Deviney, comté de Galway ;
- 2004, Marie Walsh, comté de Galway ;
- 2005, Damien Mullane, Londres ;
- 2006, Pádraig Ó Foghlú (Patrick Foley), comté de Limerick ;
- 2007, Damien Mullane, Londres ;
- 2008, Darren Breslin, Co.Fermanagh/Londres ;
- 2009, Padraig King, comté de Limerick ;
- 2010, Conor Moriarty, comté de Kerry ;
- 2011, Vanessa Miller, comté de Clare ;
- 2012, Martin O'Connell, comté de Kerry ;
- 2013, Christopher Maguire, comté de Fermanagh ;
- 2014, Michael Curran, comté de Tyrone.

## Accordéon à touches piano(cairdin piano)
- 1964, Frank Kelly, comté de Roscommon ;
- 1965, Liam Gaul, Wexford ;
- 1970, Mick Foster ;
- 1972, John Ferguson, Leeds ;
- 1973, John Ferguson, Leeds ;
- 1974, John Ferguson, Leeds ;
- 1975, Ann Morris, Boyle ;
- 1976, John Henry, comté de Londonderry ;
- 1977, Jimmy Keane, Chicago, États-Unis ;
- 1978, Jimmy Keane, Chicago, États-Unis ;
- 1979, John Gibney, Derby ;
- 1980, Mary Finn, Sligo ;
- 1981, Seamus Meehan, comté de Dublin ;
- 1982, Karen Tweed, Northampton ;
- 1983, Liam Roberts, comté de Dublin ;
- 1984, Noreen McQuaid, Monaghan ;
- 1985, Elaine McDermott, comté de Tyrone ;
- 1986, Collette O'Leary, Dublin ;
- 1987, Gearoid Ó hArgain (Ferard Horgan), comté de Cork ;
- 1988, Michael McDonagh, Luton ;
- 1989, Gerry Conlon, Glasgow ;
- 1990, Ger Maloney, Limerick ;
- 1991, Declan Payne, Sligo ;
- 1992, Michael Tennyson, Leeds ;
- 1993, Michael Tennyson, Leeds ;
- 1994, Michael Tennyson, Leeds ;
- 1995, Mirella Murray, Galway ;
- 1996, Andreas O Murchu, comté de Cork ;
- 1997, Marie Clarke, comté de Donegal ;
- 1998, Michelle O Leary, Manchester ;
- 1999, Michelle O Leary, Manchester ;
- 2000, Gearóid Mac Eogáin, comté de Monaghan ;
- 2001, Ann Mc Laughlin, comté de Donegal ;
- 2002, Colin McGill, comté de Laois ;
- 2003, Shane Ó hUaithne, comté de Galway ;
- 2004, David Nealon, comté de Galway ;
- 2005, Dean Warner, comté d'Armagh ;
- 2006, Amanda Ní Eochaidh, comté de Wexford ;
- 2007, Sinéad Healy, comté de Mayo ;
- 2008, Edel Mc Laughlin, comté de Donegal ;
- 2009, Caitríona Ní Choileáin, comté de Cork ;
- 2010, Seán Gavaghan, Leeds ;
- 2011, Seán Gavaghan, Leeds ;
- 2012, Adam Dyre, comté de Dublin
- 2013, Dónal Ó Coileáin, comté de Cork
- 2014, Kevin Murphy, Glasgow.

## Concertina(Consairtín)
- 1956, Chris Droney, comté de Clare ;
- 1959, Chris Droney, comté de Clare ;
- 1960, Chris Droney, comté de Clare ;
- 1961, Chris Droney, comté de Clare ;
- 1962, Chris Droney, comté de Clare ;
- 1963, Chris Droney, comté de Clare ;
- 1964, Chris Droney, comté de Clare ;
- 1965, Chris Droney, comté de Clare ;
- 1966, Chris Droney, comté de Clare ;
- 1967, Chris Droney, comté de Clare ;
- 1968, Theresa White, comté de Waterford ;
- 1969, Tommy McMahon, comté de Clare ;
- 1970, Tommy McMahon, comté de Clare ;
- 1971, Tommy McMahon, comté de Clare ;
- 1975, Gerald Haugh, comté de Clare ;
- 1976, Father Charlie Coen, New York ;
- 1977, Father Charlie Coen, New York ;
- 1979, Mary MacNamara, comté de Clare ;
- 1981, D. Buckley ;
- 1983, Ciaran Burns, comté de Down ;
- 1985, Francis Droney, comté de Clare ;
- 1987, Paddy Hayes, comté de Wexford ;
- 1987, Michael Sexton, comté de Clare ;
- 1988, Elaine O'Sullivan, Coventry ;
- 1989, Johnny Williams, Chicago, États-Unis ;
- 1990, Micheal O'Raghallaigh, comté de Meath ;
- 19xx, Michael Rooney, comté de Monaghan ;
- 19xx, Maura Walsh, comté de Kerry ;
- 1994, Grainne Hambly, comté de Mayo ;
- 1996, Antóin O Conaill, comté de Limerick ;
- 1997, Ernestine Ni Ealal, comté de Mayo ;
- 1998, Maedhbh Scahill, comté de Galway ;
- 1999, Séamus Ó Mongáin, comté de Mayo ;
- 2000, Triona Ní Aodha, comté de Kerry ;
- 2001, Triona Ní Aodha, comté de Kerry ;
- 2002, Hugh Healy, comté de Clare ;
- 2003, Holly NicOireachtaigh, comté de Mayo ;
- 2004, Aidan O'Neill, comté de Tyrone ;
- 2005, Alan Egan, comté de Kerry ;
- 2006, Máiréad Ní Uirthuile, comté de Sligo ;
- 2007, Rory McMahon, comté de Clare ;
- 2008, Aoife Ní Uaithne, comté de Galway ;
- 2009, Tomás Fitzharris, comté de Laois ;
- 2010, Bríd Ní Shionnáin, comté de Roscommon ;
- 2011, Aoibheann Murphy, comté de Cork
- 2012, Niamh Ní Shúilleabháin, comté de Dublin;
- 2013, Róisín Ní Bhrudair, comté de Galway ;
- 2014, Ciaran Hanna, comté de Tyrone.

## Mélodéon(Mileoideon)
- 1983, Brendan Begley, comté de Dublin ;
- 1985, Padraig O Coill, comté de Wexford ;
- 1987, Diarmuid Ó Cathain, comté de Kerry ;
- 1993, Martin Hickey, comté d'Offaly ;
- 1995, Oliver Diviney, comté de Galway ;
- 1996, Oliver Diviney, comté de Galway ;
- 1997, Peadar Mac Eli, comté de Mayo ;
- 1998, Oliver Diviney, comté de Galway ;
- 1999, Sean Bass, comté de Wexford ;
- 2000, Sharon Ní Chearbhall, comté d'Offaly ;
- 2001, Caitríona O'Brien, comté de Carlow ;
- 2002, Caitríona O'Brien, comté de Carlow ;
- 2004, Niamh Brett, comté de Roscommon ;
- 2005, Damien Mullane, Londres ;
- 2006, Daire Mulhern, comté de Clare ;
- 2007, Noel Clancy, comté de Waterford ;
- 2008, Christopher Maguire, comté de Fermanagh ;
- 2009, Connor Moriarty, comté de Kerry ;
- 2010, Damien MacAonghusa, comté de Sligo ;
- 2011, Seán Ó Maoilmhíchíl, comté de Limerick ;
- 2012, Aonghus Ó Maicín, comté de Mayo ;
- 2013, Dónal Ó Linneacháin, comté de Cork ;
- 2014, Caoimhe Millar, comté de Clare.

## Harpe(Cruit)
- 1975, Máire Ní Chathasaigh, comté de Cork ;
- 1976, Máire Ní Chathasaigh, comté de Cork ;
- 1977, Máire Ní Chathasaigh, comté de Cork ;
- 1979, Patricia Daly, comté d'Armagh ;
- 1981, Janet Harbison, comté de Dublin ;
- 1983, Celia Joyce, Preston, Lancashire ;
- 1985, Kathleen Guilday, Boston, États-Unis ;
- 1986, Martha Clancy, Philadelphie, États-Unis ;
- 1987, Eimear Ní Bhroin, comté de Cork ;
- 1989, Tracey Fleming, comté de Roscommon ;
- 1990, Cormac de Barra, comté de Dublin ;
- 1992, Laoise Ní Cheallaigh (Laoise Kelly), comté de Mayo ;
- 1993, Michael Rooney, comté de Monaghan ;
- 1994, Gráinne Hambly, comté de Mayo ;
- 1996, Padraigín Caesar, comté de Carlow ;
- 1997, Áine Heneghan, comté de Mayo ;
- 1998, Barbra Doyle, comté de Kildare ;
- 1999, Freda Nic Ghiolla Chathain, comté de Westmeath ;
- 2000, Eileen Gannon, St Louis ;
- 2001, Holly Nic Oireachtaigh, comté de Mayo ;
- 2002, Nicola Ní Chathail, comté de Galway ;
- 2003, Fionnuala Ní Ruanaidh, comté de Monaghan ;
- 2004, Maeve Butler, comté de Clare ;
- 2005, Seana Ní Dhaithí, comté de Meath ;
- 2006, Lucy Kerr, comté de Londonderry ;
- 2007, Aedin Martin, comté de Dublin ;
- 2008, Lisa Ní Cheannaigh (Lisa Kenny), comté de Mayo ;
- 2009, Oisín Morrisson. comté de Dublin ;
- 2010, AnnaLee Foster, Oregon, États-Unis ;
- 2011, Aoife Ní Argáin, comté de Dublin ;
- 2012, Alisha McMahon, comté de Clare ;
- 2013, Áine Ní Shiocháin, comté de Limerick ;
- 2014, Eimear Coughlan, County Clare.

## Harpe- Slow Airs (Cruit - Foinn Mhalla)
- 2011, Déirdre Ní Ghrainbhil, comté de Kerry ;
- 2012, Fiana Ní Chonaill, comté de Limerick ;
- 2013, Alannah Thornburg, comté de Mayo ;
- 2014, Eimear Coughlan, comté de Clare.

## Harmonica(Organ Beil)
- 1969, Phil Murphy, comté de Wexford ;
- 1970, Phil Murphy, comté de Wexford ;
- 1971, Phil Murphy, comté de Wexford ;
- 1973, John Murphy, comté de Wexford ;
- 1975, Rick Epping, États-Unis ;
- 1976, Gerard Danaher, comté de Sligo ;
- 1977, Mary Brogan, comté de Wexford ;
- 1979, Kieran McHugh, comté d'Antrim ;
- 198x, Pip Murphy, comté de Wexford (deux fois) ;
- 1981, P. J. Gannon, St Louis, États-Unis ;
- 1983, Mick Furlong, comté de Wexford ;
- 1985, Noel Battle, comté de Westmeath ;
- 1987, Don Meade, New York, États-Unis ;
- 1993, Brendan Power, Nouvelle-Zélande ;
- 1996, Austin Berry, comté de Roscommon ;
- 1997, Austin Berry, comté de Roscommon ;
- 1998, Austin Berry, comté de Roscommon ;
- 1999, Tomás Ó Tuathail, comté de Mayo ;
- 2000, Paul Moran, comté de Galway ;
- 2001, Noel Battle, comté de Westmeath ;
- 2002, Noel Battle, comté de Westmeath ;
- 2003, Noel Battle, comté de Westmeath ;
- 2004, Noel Battle, comté de Westmeath ;
- 2005, Edward Looney, comté de Kerry ;
- 2006, Pauline Callinan, comté de Clare ;
- 2007, Nollaig Mac Concatha, comté de Meath ;
- 2008, Pat Casey, comté de Tyrone ;
- 2009, Pat Casey, comté de Tyrone ;
- 2010, Pat Casey, comté de Tyrone ;
- 2011, Orla Ward, comté de Leitrim ;
- 2012, Poilín Ní Ghabháin, comté de Clare ;
- 2013, John Horkan, comté de Mayo ;
- 2014, John Horkan, comté de May.

## Banjo(bainseo)
- 1971, Mick O'Connor, Londres ;
- 1972, Eanrai O Varian, Corcaigh ;
- 1973, Eanrai O Varian, Corcaigh ;
- 1974, Eanrai O Varian, Corcaigh ;
- 1975, S. O’Hagen, Contae Loch Garman ;
- 1976, Tony "Sully" Sullivan, Manchester ;
- 1977, Kieran Hanrahan, comté de Clare ;
- 1978, James (Kevin) Shanahan, Londres ;
- 1979, Sean Marshall, comté de Longford ;
- 1981, Sean Marshall, comté de Longford ;
- 1982, John Carty, Londres ;
- 1983, Cathal Hayden, comté de Tyrone ;
- 1984, Cathal Hayden, comté de Tyrone ;
- 1985, Noel Birmingham, comté de Clare ;
- 1987, Tomas Ó Maclain, comté de Galway ;
- 1993, Joe Molloy, Birmingham ;
- 1994, John Morrow, comté de Leitrim ;
- 1995, Theresa O'Grady, Luton ;
- 1996, Paul Meehan, comté d'Armagh ;
- 1997, Brian Fitzgerald, comté de Limerick ;
- 1998, Colm O hUaithnin, comté de Tipperary ;
- 1999, Brian Kelly, Birmingham ;
- 2000, Kerri Ní Oireachtaigh, comté de Sligo ;
- 2001, Alan Byrne, comté de Dublin ;
- 2002, Kieran Fletcher, comté d'Armagh ;
- 2003, Clíodhna Ní Choisdealbha, comté de Tipperary ;
- 2004, Aisling Neville, comté de Kerry ;
- 2005, Éamonn Ó Murchú, comté de Cork ;
- 2006, Michael Gaughan, Londres ;
- 2007, Gearóid Céitinn, comté de Limerick ;
- 2008, Steven Madden, comté de Clare ;
- 2009, Eoin Ó Súilleabháin, comté de Limerick ;
- 2010, Eimear Howley, comté de Clare ;
- 2011, Dermot Mulholland, comté de Londonderry ;
- 2012, Con Mahon, comté d'Offaly ;
- 2013, Tomas Quinn, comté de Tyrone ;
- 2014, Elaine Ní Raghallaigh, comté de Longford.

## Mandoline(maindilín)
- 1979, Séamus Egan, Pennsylvanie ;
- 1980, Stephen Daly, Dublin ;
- 1989, Stephen Daly, Dublin ;
- 1994, John Morrow, comté de Leitrim ;
- 1995, Sean Marshall, comté de Longford ;
- 1996, Brian Carolan, comté de Meath ;
- 1997, Brian Kelly, Londres ;
- 1998, Colm O hUaithnin, comté de Tipperary ;
- 1999, Kate Marquis, comté de Monaghan ;
- 2000, Kate Marquis, comté de Monaghan ;
- 2001, Daithí Ó Cearnaigh, comté de Kerry ;
- 2002, Shane Mulchrone, comté de Mayo ;
- 2003, Piaras MacEochagáin, comté de Kerry ;
- 2004, Alan Tierney, comté de Galway ;
- 2005, Aaron Mc Sorley, comté de Tyrone ;
- 2006, Frances Donahue, comté de Cork ;
- 2007, Michael Gaughan, Londres
- 2008, Eimear Ní hAmhlaigh, comté de Clare ;
- 2009, Ryan McCourt, comté d'Antrim ;
- 2010, Gavin Strappe, comté de Tipperary ;
- 2011, Sandra Breathnach, comté de Cork ;
- 2012, Séamus Ó Ciarba, comté de Clare ;
- 2013, Dónal Ó Coileáin, comté de Cork ;
- 2014, Elaine Ní Raghallaigh, comté de Longford.

## Piano(piano)
- 1972, James McCorry, comté d'Armagh ;
- 1975, K.Taylor ;
- 1976, Mary Corcoran, comté de Dublin ;
- 1977, Geraldine Cotter, comté de Clare ;
- 1979, Mary McNamara, comté de Clare ;
- 1980, Seamus O'Sullivan, Glasgow ;
- 1983, Carol Talty, comté de Clare ;
- 1985, Brendan Moran, Leigh ;
- 1986, Gerry Conlon, Glasgow ;
- 1987, Nora Byrne, comté de Wexford ;
- 1989, Gerry Conlon, Glasgow ;
- 1990, Seamus O'Sullivan, Glasgow ;
- 1995, Adrian Scahill, comté de Galway ;
- 1996, Aindreas O Murchú, comté de Cork ;
- 1997, Caitriona Cullivan, comté de Cavan ;
- 1998, Padraig O Reilly, comté de Clare ;
- 1999, Caitriona Cullivan, comté de Cavan ;
- 2000, Ita Cunningham, comté de Galway ;
- 2001, Paul Ryan, comté de Tipperary ;
- 2002, Mary McMahon, comté de Galway ;
- 2003, Adele Farrell, Manchester ;
- 2004, David Nealon, comté de Galway ;
- 2005, Caitríona Cullivan, comté de Cavan ;
- 2005, David Nealon, comté de Galway ;
- 2006, Aidan O’Neill, comté de Tyrone ;
- 2007, Amanda Nic Eochaidh, comté de Wexford ;
- 2008, Amanda Nic Eochaidh, comté de Wexford ;
- 2009, Déirdre O Reilly, comté de Cavan ;
- 2010, Gearóid Mac Giollarnáth, comté de Galway ;
- 2011, Adam Dyer, comté de Dublin ;
- 2012, Tadhg Ó Meachair, comté de Dublin ;
- 2013, Edel McLaughlin, comté de Donegal ;
- 2014, Connor Kiernan, comté de Cavan.

## Bodhrán(bodhrán)
- 1973, John O'Dwyer, Leeds ;
- 1975, Johnny McDonagh, comté de Galway ;
- 1976, Tommy Hayes, comté de Limerick ;
- 1977, Gerry Enright, comté de Limerick ;
- 1979, Vincent Short, Lancashire ;
- 1982, Padhraic Egan, comté de Dublin ;
- 1983, Michael Lawlor, comté de Wexford ;
- 1985, Maurice Griffin, comté de Tipperary ;
- 1987, Fabian Ó Murchu ;
- 1988, Martin Meehan, comté d'Armagh ;
- 1990, Martin Meehan, comté d'Armagh ;
- 1994, Martin Saunders, comté de Carlow ;
- 1995, Mark Maguire, Glasgow ;
- 1996, Junior Davey, comté de Sligo ;
- 1997, Junior Davey, comté de Sligo ;
- 1998, Peter O Brien, Londres ;
- 1999, Aindrias Mac Dáibhí, comté de Sligo ;
- 2000, Séan Ó Dulaing, comté de Kilkenny ;
- 2001, Ciarán Leahy, comté de Cork ;
- 2002, Martin O'Neill, Glasgow ;
- 2003, Paul Phillips, comté de Down ;
- 2004, Serena Curley, comté de Galway ;
- 2005, Siobhan O’ Donnell, comté de Sligo ;
- 2006, Séan O’Neill, comté de Down ;
- 2007, Sinead Curley, comté de Galway ;
- 2008, Robbie Walsh, comté de Dublin ;
- 2009, Máirtín Mac Aodha. comté d'Offaly ;
- 2010, Niall Preston, comté de Dublin ;
- 2011, Kieran Leonard, comté de Fermanagh ;
- 2012, Paul McClure, comté de Donegal ;
- 2013, Conor Mairtin, comté de Meath ;
- 2014, Dale McKay, comté de Laois.

## Céilíband drummer (drumaí céilí)
- 1975, A. Vaughan, comté de Clare ;
- 1976, Donal O’Connor, comté de Sligo ;
- 1977, Billy Dwyer, comté de Wexford ;
- 1979, Billy Dwyer, comté de Wexford ;
- 1983, Micheal Heir, comté de Clare ;
- 1985, Debbie Conneely, Manchester ;
- 1987, Mark Maguire, Glasgow ;
- 1995, Mark Maguire, Glasgow ;
- 1996, Brian Walsh, comté de Monaghan ;
- 1997, Brian Walsh, comté de Monaghan ;
- 1998, Darragh Kelly, comté de Sligo ;
- 1999, Aidan Flood, comté de Longford ;
- 2000, Brian Breathnach, comté de Monaghan ;
- 2001, Aidan Flood, comté de Longford ;
- 2002, Kevin O'Neill, Glasgow ;
- 2003, Aidan Flood, comté de Longford ;
- 2004, Brian Walsh, comté de Monaghan ;
- 2005, Martin Murphy, comté de Longford ;
- 2006, Darragh Kelly, comté de Sligo ;
- 2007, Seán Ó Broin, comté de Waterford ;
- 2008, Charline Brady, comté de Fermanagh ;
- 2009, Charline Brady, comté de Fermanagh ;
- 2010, Pádraig Ó Maolcathaigh, comté de Limerick ;
- 2011, Kieran Leonard, comté de Fermanagh ;
- 2012, Damien McGuinness, comté de Sligo ;
- 2013, Brian Walsh, comté de Monaghan ;
- 2014, Brian Walsh, comté de Monaghan.

## Divers (rogha ghleas)
- 1971, Mike O'Connor ;
- 1975, S. Epping ;
- 1976, Joe Noonan, comté de Limerick ;
- 1977, Tomas O’Cinneide, comté de Tipperary ;
- 1979, Seamus Logan, comté d'Antrim ;
- 1983, Jim Egan, comté de Tipperary ;
- 1985, Colman Nugent, comté de Waterford ;
- 1987, Karen Tweed, Londres ;
- 1989, David James, South Bend, Indiana, États-Unis ;
- 1992, Paul McGlinchey, comté de Tyrone ;
- 1993, Brendan Power, Nouvelle-Zélande ;
- 1994, John Morrow, comté de Leitrim ;
- 1996, Majella Bartley, comté de Monaghan ;
- 1997, Trudy O Donnell, comté de Donegal ;
- 1998, Caitriona Ni Chlochassaigh, comté de Limerick ;
- 1999, Seán Ó Murchú, comté de Mayo ;
- 2000, Séan Bass, comté de Wexford ;
- 2001, Aishling McPhillips, comté de Fermanagh ;
- 2002, David James, South Bend, Indiana, États-Unis ;
- 2003, Pádraig Ó Dómhnaill, comté de Limerick ;
- 2004, Fionnbarra Mac Riabhaigh, comté de Roscommon ;
- 2005, Edward Looney, comté de Kerry ;
- 2006, Pádraig Mac Giolla Phádraig, comté de Wexford ;
- 2007, Billy Dowling, comté d'Offaly ;
- 2008, Eimear Ní hAmhlaigh, comté de Clare ;
- 2009, Tara Breen, comté de Clare ;
- 2010, Gavin Strappe, comté de Tipperary ;
- 2011, Arthur O'Connor, comté d'Offaly ;
- 2012, Jens Kommnick, Wremen, Allemagne ;
- 2013, Eimer Arkins, comté de Clare ;
- 2014, Alan Ó Fionn, comté de Cork.

## Accompagnement (tionlacan)
- 1995, Michael Rooney, comté de Monaghan ;
- 1996, Verena Commins, Leeds ;
- 1997, Kevin Brehony, comté de Sligo ;
- 1998, Annmarie Acosta, États-Unis ;
- 1999, Aisling Ní Choisdealbha, Tipperary ;
- 2000, Séan Farrell, comté de Limerick ;
- 2001, Marta Cook, Chicago, États-Unis ;
- 2002, Michael O'Rourke, comté de Clare ;
- 2003, Marie Walsh, comté de Galway ;
- 2004, Johnny Berrill, comté de Galway ;
- 2005, Paul McMahon, comté de Louth ;
- 2006, Stiofán Ó Marchaim, comté de Limerick ;
- 2007, Caruilín Ní Shúilleabháin, comté de Wexford ;
- 2008, Cathy Potter, comté d'Antrim ;
- 2009, Joshua Dukes, Silver Spring, Maryland, États-Unis ;
- 2010, Ronan Warnock, comté de Tyrone ;
- 2011, Elvie Miller, comté de Clare ;
- 2012, Jens Kommnick, Wremen, Allemagne ;
- 2013, Catriona Nic Aoidh, comté de Galway ;
- 2014, Marc Mac Criostail, comté de Tyrone.

## Instruments à cordes frappées
- 1979, Willie Kavanagh, comté de Longford.

## Duos (ceol beirte)
- 1956, Seán Ryan et P. J. Moloney, comté de Tipperary ;
- 1962, Joe Burke et Aggie Whyte, comté de Galway ;
- 1977, Sean McGlynn et Brendan Mulvihill, Washington DC ;
- 1975, Jimmy Keane et Liz Carroll, Chicago ;
- 1976, Brady Duet, comté d'Offaly ;
- 1977, Billy McComiskie et Brendan Mulvihill, New York ;
- 1979, Martin Hayes et Mary McNamara, comté de Clare ;
- 1983, Sean et Breda Smyth, comté de Mayo ;
- 1984, Rose Daly et Sean O Dalaigh, Offaly et Dublin ;
- 1985, E. Minogue et M. Cooney, comté de Tipperary ;
- 1986, Rose Daly et Sean o Dalaigh, Offaly et Dublin ;
- 1987, Michael et Chris McDonagh, Luton ;
- 198?, Joanie Madden et Kathy McGinty, New York ;
- 1989, PJ Hernon et Philip Duffy, comté de Sligo ;
- 1990, Elizabeth Gaughan et Michael Tennyson, Leeds ;
- 1991, Micheal et MacDara O'Reily, Meath ;
- 1992, Micheal et MacDara O'Reily, Meath ;
- 1993, Paul McGlinchey et Barry McLaughlin, Tyrone ;
- 1994, Anthony Quigney et Aiden McMahon, Clare ;
- 1995, Mirella Murray et Liz Kane, comté de Galway ;
- 1996, Ursula et Clare Byrne, comté de Down ;
- 1997, Aisling et Alan O Choisdeabha, comté de Tipperary ;
- 1998, Antoin O Connaill et Diarmuid O Brien, comté de Limerick ;
- 1999, Cathal et C. Ní Chlochasaigh, comté de Limerick ;
- 2000, Loretto Ní Mhaoldomhnaigh et Thomas Slattery, comté de Tipperary ;
- 2001, Nuala Hehir et Liz Gaughan, comté de Clare ;
- 2002, Sharon Ní Chearbhaill et Attracta Brady, comté d'Offaly ;
- 2003, Seana et Lorna Ní Dhaithí, comté de Meath ;
- 2004, Úna Devlin et Paul Quinn, comté d'Armagh ;
- 2005, Mairéad McManus et Katie Boyle, Glasgow ;
- 2006, Aisling Neville et Alan Egan, comté de Kerry ;
- 2007, Tara Breen et Cathal Mac an Rí, comté de Clare ;
- 2008, Sean et Gearoid Ó Cathain, comté de Kildare ;
- 2009, Daragh et Micheál Ó hÉalaí, comté de Mayo ;
- 2010, Alan Finn et Rory McMahon, comté de Cork ;
- 2011, Lottie & Courtney Cullen, comté de Wicklow
- 2012, Seacailín & Eibhlín Ní Éalaithe, comté de Limerick ;
- 2013, Rory Healy and John Bass, comté de Wicklow ;
- 2014, Orlaith McAuliffe & Brogan McAuliffe, Londres.

## Trios (ceol trír)
- 1960, Larry Redican, Jack Coen et Paddy O'Brien ;
- 1967, Joe Burke, Kathleen Collins et Carl Hession ;
- 1975, Nolan, Ryan et Flanagan ;
- 1975, Paddy O’Brien, Sean Ryan et Micheal O’hAlmhain, comté d'Offaly ;
- 1976, Collis Trio, comté de Sligo ;
- 1977, O’Brien, Fogarty et Harty Trio, comté de Tipperary ;
- 1979, M. Harty, E.O'Brien et W. Fogarty, comté de Tipperary ;
- 1983, M. Nugent, J Nugent et M. Carroll, comté de Clare ;
- 1984, L.Gaul, S.Rattigan et D.Robinson, comté de Wexford ;
- 1985, Cathrine, Anne et Fiona, comté de Cavan ;
- 1987, J. Lawlor, J. et E. Kennedy, Luton ;
- 1989, Michael Hurley, P. J. Hernon et Philip Duffy, comté de Sligo ;
- 1991, Thomas, John et Robert Morrow, comté de Leitrim ;
- 1992, Michael, MacDara, et Felim O'Reily, Meath ;
- 1994, Michael Tennyson, Liz Gaughan et Maureen Ferguson, Leeds ;
- 1995, Claire Griffin, Anthony Quigney et Aiden McMahon, comté de Clare ;
- 1996, Seán, Mairín et Caitríona O Clochasaigh, comté de Limerick ;
- 1997, Darragh Pattwell, Alan et Aisling Coisdealbha, comté de Tipperary ;
- 1998, John et Jacinta McEvoy, Patsy Moloney, Birmingham ;
- 1999, Tomás Keegan, Pat Bass et John Bass, comté de Wexford ;
- 2000, Cathal, Mairín et Cáit Clohessey, comté de Limerick ;
- 2001, Nual Hehir, Liz Gaughan et B. Quinn, comté de Clare ;
- 2002, Carmel Doohan, Clive Earley, Ciara O'Sullivan, comté de Clare ;
- 2003, Fionnuala Ní Ruanaidh, Thomas Johnson, Laura Ní Bheagain, comté de Monaghan ;
- 2004, John Burke, Carmel Burke et Siobhán Ní Chonaráin, Birmingham ;
- 2005, Ciara Ní Chondúin, Aidan Hill et Michael Harrison, comté de Tipperary ;
- 2006, Danielle O’Riordan, John Neville et Katie Lucey, comté de Kerry ;
- 2007, Sean et Gearóid Keane et Cormac Murphy, comté de Kildare ;
- 2008, Michael Mac Conraoí, Alan Mac Aogáin et Gearóidín Ní Cheallacháin, comté de Limerick ;
- 2009, Cian et Caoimhe Ní Chiaráin and Seán Farrell, comté de Sligo ;
- 2010, Máiréad et Aisling Ní Mhocháin et Seán Céitinn, comté de Cork ;
- 2013, Alan Finn, Rory Mc Mahon & Eoin O' Sullivan, comté de Cork ;
- 2014, Eimear Coughlan, Francis Cunningham & Marian Curtin, An Tulach/Croisín/Laichtín Naofa.

## Groupes instrumentaux (grúpaí cheoil)
- 1979, Armagh Pipers Club, comté d'Armagh
- 1980, Ceoltóirí Mágh Ealla, Mallow, comté de Cork ;
- 1981, Ceoltóirí Mágh Ealla, Mallow, comté de Cork ;
- 1982, Ceoltóirí Mágh Ealla, Mallow, comté de Cork ;
- 1983, Ryan Family Group, comté de Tipperary ;
- 1984, Shamrock, Paris, France ;
- 1985, St. Alban's Group, Herts ;
- 1986, St. James Gate, San Antonio, Texas ,
- 1987, Ballishall, comté de Wicklow ,
- 1994, Cois Locha, Portglenone, comté d'Antrim ;
- 1995, Tara, Manchester ;
- 1996, St. Michael's, comté de Limerick ;
- 1997, Craobh Naithi CCE, comté de Dublin ;
- 1998, Grupa Cheoil Cholmain Naofa Clar Choinne Mhuiris, comté de Mayo ;
- 1999, Ballydonoghue / Lisselton CCÉ, comté de Kerry ;
- 2000, St. Michael's, comté de Limerick ;
- 2001, CCÉ, Teampall an Ghleanntáin, comté de Limerick ;
- 2002, Éamon Ó Muirí CCÉ, comté de Monaghan ;
- 2003, South Birmingham CCÉ, Birmingham ;
- 2004, St. Louis Irish Arts Grúpa Cheoil, St Louis, États-Unis ;
- 2005, Ceoltóirí Craobh na Coradh, comté de Clare ;
- 2006, Ceoltóirí Mhuscraí, comté de Cork ;
- 2007, St. Rochs, Irish Minstrels Branch, Glasgow ;
- 2008, CCÉ, Teampall an Ghleanntáin, comté de Limerick ;
- 2009, CCÉ, Fred Finn, comté de Sligo ;
- 2010, CCÉ, Teampall An Ghleanntáin, comté de Limerick ;
- 2011, CCÉ, Edenderry, comté d'Offaly
- 2012, Ceoltóirí Coillte, Illinois, États-Unis ;
- 2013, CCÉ, Guaire Baile Ghearóid, comté de Wexford ;
- 2014, Ceoltóirí Cois Féile, comté de Kerry.

## Ensembles d'accordéons (buíon cheoil cáirdin)
- 1984, Mayobridge Youth Band, comté de Down ;
- 1985, St. Patrick's Accordion Band, comté de Down ;
- 1987, St. Patrick's Accordion Band, comté de Donegal ;
- 1988, St Oliver Plunkett Accordion Band, Strabane comté de Tyrone ;
- 1989, St Marys Accordion Band, Convoy, comté de Donegal ;
- 1990, St Oliver Plunkett Accordion Band, Strabane, comté de Tyrone ;
- 1991, St. Patrick's Accordion Band, Drumkein, comté de Donegal ;
- 1992, St Oliver Plunkett Accordion Band, Keady comté d'Armagh ;
- 1993, St Oliver Plunkett Accordion Band, Keady comté d'Armagh ;
- 1994, St Oliver Plunkett Accordion Band, Strabane comté de Tyrone ;
- 1995, St Oliver Plunkett Accordion Band, Keady comté d'Armagh ;
- 1996, Fanad Accordion Band, comté de Donegal ;
- 1997, Fanad Accordion Band, comté de Donegal ;
- 1998, St. Miguels Band, Downpatrick, comté de Down ;
- 1999, Mayobridge Youth Band, comté de Down ;
- 2000, Mayobridge Youth Band, comté de Down ;
- 2001, Mayobridge Youth Band, comté de Down ;
- 2002, K & S Accordion Band, comté de Meath ;
- 2003, Mayobridge Youth Band, comté de Down ;
- 2004, Saint Enda Accordion Band, comté de Monaghan ;
- 2005, St. Brigid’s Accordion Band, Jonesboro, comté d'Armagh ;
- 2006, Mayobridge Youth Band, comté de Down ;
- 2007, St. Brigid’s Accordion Band, Jonesboro, comté d'Armagh ;
- 2008, St. Brigid’s Accordion Band, Jonesboro, comté d'Armagh ;
- 2009, St. Brigid’s Accordion Band, Jonesboro, comté d'Armagh ;
- 2010, Buíon Cheoil Cairdín Holy Cross, comté de Down ;
- 2011, Holy Cross Accordion Band, Atticall, comté de Down ;
- 2012, St. Brigid’s Accordion Band, Jonesboro, comté d'Armagh ;
- 2013, St. Brigid’s Accordion Band, Jonesboro, comté d'Armagh ;
- 2014, Holy Cross Accordion Band, Atticall, County Down.

## Ensembles de flûtes (buíon cheoil feadóg mhór)
- 1984, Harry Hickey Flute band, Atha Cliath ;
- 1985, Clooney Flute Band, comté d'Antrim ;
- 1986, Clooney Flute Band, comté d'Antrim ;
- 1987, Droma Mor Rann na Feirste, comté de Donegal ;
- 1988, Clooney Flute Bcand, comté d'Antrim ;
- 1989, Clooney Flute Band, comté d'Antrim ;
- 1990, Droma Mor Rann Na Feirste, comté de Donegal ;
- 1991, Droma Mor Rann Na Feirste, comté de Donegal ;
- 1992, Mullaghduff Fife & Drum Band, comté de Donegal ;
- 1993, Clooney Flute Band, comté d'Antrim ;
- 1994, Mullaghduff Fife & Drum Band, comté de Donegal ;
- 1995, Mullaghduff Fife & Drum Band, comté de Donegal ;
- 1996, Mullaghduff Fife & Drum Band, comté de Donegal ;
- 1997, Maghery Fife & Drum Band, comté de Donegal ;
- 1998, Maghery Fife & Drum Band, comté de Donegal ;
- 1999, Mullaghduff Fife & Drum Band, comté de Donegal ;
- 2000, Droma Mor Rann na Feirste, comté de Donegal ;
- 2001, Maghery Fife & Drum Band, comté de Donegal ;
- 2002, Maghery Fife & Drum Band, comté de Donegal ;
- 2003, Buion Ceoil Cnoiceach Mór, Burtonport, comté de Donegal ;
- 2004, Maghery fife & drum Band, comté de Donegal ;
- 2005, Buion Ceoil Cnoiceach Mór, Burtonport, comté de Donegal ;
- 2006, Mullaghduff Fife & Drum Band, comté de Donegal ;
- 2007, Mullaghduff Fife & Drum Band, comté de Donegal ;
- 2008, Mullaghduff Fife & Drum Band, comté de Donegal ;
- 2009, Mullaghduff Fife & Drum Band, comté de Donegal ;
- 2010, Mullaghduff Fife & Drum Band, comté de Donegal ;
- 2011, Mullaghduff Fife & Drum Band, comté de Donegal ;
- 2012, Mullaghduff Fife & Drum Band, comté de Donegal ;
- 2013, Mullaghduff Fife & Drum Band, comté de Donegal ;
- 2014, Mullaghduff Fife & Drum Band, comté de Donegal.

## Ensembles de défilé (buíon rogha gléas)
- 1975, Acres, Burtonport, comté de Donegal ;
- 1976, Killeshill Youth Band, comté de Tyrone ;
- 1977, Claremorris Marching Band, comté de Mayo ;
- 1983, Convent of Mercy Marching Band, comté de Mayo ;
- 1984, St. Cecilia's Youth Band, Lisnaskea, comté de Fermanagh (juniors) ;
- 1985, St. Crona's Accordion Band, Dungloe, comté de Donegal ;
- 1985, St. Cecilia's Youth Band, Lisnaskea, comté de Fermanagh (seniors) ;
- 1986, Clochaneely Marching Band, comté de Donegal ;
- 1987, St. Macartan's Band, comté de Fermanagh ;
- 1979, St. Patricks Accordion Band, comté de Tyrone ;
- 1991, St. Crona's Accordion Band, Dungloe, comté de Donegal ;
- 1993, St. Cecilia's Band, Aughnamullen, comté de Monaghan ;
- 1994, St. Cecilia's Band, Aughnamullen, comté de Monaghan ;
- 1995, St. Cecilia's Band, Aughnamullen, comté de Monaghan ;
- 1996, St. Columba's Band, comté de Donegal ;
- 2001, St. Mary’s Castleblayney Band, comté de Monaghan ;
- 2002, Buíon Cheoil Chloich Cheann Fhaola, comté de Donegal ;
- 2003, St. Mary’s Castleblayney Band, comté de Monaghan ;
- 2004, Buíon Cheoil Chloich Cheann Fhaola, comté de Donegal ;
- 2005, St. Crona's Band, Dungloe, comté de Donegal ;
- 2006, Donaghmoyne Band, comté de Monaghan ;
- 2007, St. Mary’s, Castleblayney Band, comté de Monaghan ;
- 2008, St. Mary’s, Castleblayney Band, comté de Monaghan ;
- 2009, Banna Ceoil, Ramelton, comté de Donegal ;
- 2010, Ramelton, Ráth Mealton, comté de Donegal ;
- 2011, Buncrana, comté de Donegal ;
- 2012, Ramelton Town Snr Miscellaneous Band, comté de Donegal ;
- 2013, Ramelton Town Snr Miscellaneous Band, comté de Donegal ;
- 2014, Ramelton Town Snr Miscellaneous Band, comté de Donegal.

## Pipe bands(buíon cheoil phíob)
Noter que le championnat All-Ireland Fleadh n'a pas de rapport avec le championnat All-Ireland Pipe Band, organisé en commun par l'Irish Pipe Band Association (IPBA) et la branche d'Irlande du Nord du Royal Scottish Pipe Band Association (RSPBANI).
- 1985, O'Neill Pipe Band, comté d'Armagh ;
- 1987, O'Neill Pipe Band, comté d'Armagh ;
- 1991, Annsborough Pipe Band, comté de Down ;
- 1992, Clonoe Independent Pipe Band, comté de Tyrone ;
- 1993, Clonoe Independent Pipe Band, comté de Tyrone ;
- 1994, Clonoe Independent Pipe Band, comté de Tyrone ;
- 1996, Aghagallon Pipe Band, comté d'Armagh ;
- 2001, Buíon Cheoil Phíb Mhór Cloghfin, comté de Tyrone ;
- 2002, Aughnamullen Pipe Band, comté de Monaghan ;
- 2003, Achill Schools, comté de Mayo ;
- 2004, St. Joseph’s Pipe Band, comté de Down ;
- 2005, St. Joseph’s Pipe Band, comté de Down ;
- 2006, Edendork Pipe Band, comté de Tyrone ;
- 2007, Edendork Pipe Band, comté de Tyrone ;
- 2008, Edendork Pipe Band, comté de Tyrone ;
- 2010, Buíon Cheoil Phíb Mhór Cloghfin, comté de Tyrone ;
- 2012, Crimlin Batafada Pipe Band, comté de Mayo ;
- 2013, Corduff Pipe Band, comté de Monaghan ;
- 2014, Corduff Pipe Band, comté de Monaghan.

## Airs nouveaux pour la danse (píosa ceoil nua cheaptha)
- 2011, Marie Walsh, comté de Galway ;
- 2012, Nóirín Ní Shúilleabháin, comté de Galway ;
- 2013, Keelan Mac Craith, comté de Tipperary ;
- 2014, Donagh McElligott, comté de Kerry.

## Céili band(buíon cheoil chéilí)
- 1951, Harry Hickey Flute Céilí Band, comté de Dublin ;
- 1953, Aughrim Slopes Céilí Band, comté de Galway ;
- 1954, The Kilfenora Céilí Band, comté de Clare ;
- 1955, The Kilfenora Céilí Band, comté de Clare ;
- 1956, The Kilfenora Céilí Band, comté de Clare ;
- 1957, The Tulla Céilí Band, comté de Clare ;
- 1958, Kincora Céilí Band, comté de Dublin ;
- 1959, Leitrim Céilí Band, comté de Galway (avec Joe Burke et Paddy Carty) ;
- 1960, The Tulla Céilí Band, comté de Clare ;
- 1961, The Kilfenora Céilí Band, comté de Clare ;
- 1962, Leitrim Céilí Band, comté de Galway (avec Joe Burke et Paddy Carty) ;
- 1963, Liverpool Céilí Band, Liverpool ;
- 1964, Liverpool Céilí Band, Liverpool ;
- 1965, The Castle Céilí Band, comté de Dublin (avec l'accordéoniste James Keane, le fiddler Seán Keane et le flûtiste Mick O'Connor (en)) ;
- 1966, Glenside Céilí Band, Londres (avec Kevin Burke) ;
- 1967, Siamsa Céilí Band, comté de Louth ;
- 1968, Siamsa Céilí Band, comté de Louth ;
- 1969, Siamsa Céilí Band, comté de Louth ;
- 1970, Bridge Céilí Band, comté d'Offaly ;
- 1971, Green Linnet Céilí Band, comté de Dublin ;
- 1972, Brosna Céilí Band, comté de Kerry ;
- 1973, Bridge Céilí Band, comté d'Offaly ;
- 1974, Bridge Céilí Band, comté d'Offaly ;
- 1975, Pipers Club Céilí Band, comté de Dublin ;
- 1976, Pipers Club Céilí Band, comté de Dublin ;
- 1977, Longridge Céilí Band, comté d'Offaly ;
- 1978, Longridge Céilí Band, comté d'Offaly ;
- 1979, St. Flannans CB, comté de Clare ;
- 1980, Ormond Céilí Band, comté de Tipperary ;
- 1981, Ormond Céilí Band, comté de Tipperary ;
- 1982, Longridge Céilí Band, comté d'Offaly ;
- 1983, Pride of Erin Céilí Band, comté de Fermanagh ;
- 1984, Ormond Céilí Band, comté de comté de Tipperary ;
- 1985, Pride of Erin Céilí Band, comté de Fermanagh ;
- 1986, The Thatch Céilí Band, Londres ;
- 1987, The Thatch Céilí Band, Londres ;
- 1988, St. Colmcille's Céilí Band, St Albans, Hertfordshire ;
- 1989, Siamsa Céilí Band, comté de Louth ;
- 1990, Siamsa Céilí Band, comté de Louth ;
- 1991, St. Colmcille's Céilí Band, St Albans ;
- 1992, Bridge Céilí Band, comté d'Offaly ;
- 1993, The Kilfenora Céilí Band, comté de Clare ;
- 1994, The Kilfenora Céilí Band, comté de Clare ;
- 1995, The Kilfenora Céilí Band, comté de Clare ;
- 1996, Bridge Céilí Band, comté de Laois ;
- 1997, Bridge Céilí Band, comté de Laois ;
- 1998, Táin Céilí Band, comté de Louth ;
- 1999, Táin Céilí Band, comté de Louth ;
- 2000, Táin Céilí Band, comté de Louth ;
- 2001, Ennis Céilí Band, comté de Clare ;
- 2002, Ennis Céilí Band, comté de Clare ;
- 2003, Ennis Céilí Band, comté de Clare ;
- 2004, Naomh Pádraig Céilí Band, comté de Meath ;
- 2005, Naomh Pádraig Céilí Band, comté de Meath ;
- 2006, Naomh Pádraig Céilí Band, comté de Meath ;
- 2007, Allow Céilí Band, comté de Cork ;
- 2008, Innisfree Céilí Band, comté de Sligo ;
- 2009, Dartry Céilí Band, comté de Sligo ;
- 2010, Teampall An Ghleanntáin Céilí Band, comté de Limerick ;
- 2011, Shannonvale Céilí Band, comté de Kerry ;
- 2012, Awbeg Céilí Band, comté de Cork ;
- 2013, Moylurg Céilí band, comté de Roscommon ;
- 2014, Knockmore Céilí Band, comté de Fermanagh.

## Set dance- catégorie féminine (rince seit - mná)
- 1987, Gael Colmcille, comté de Meath ;
- 1988, Stoneybatter Set, Dublin ;
- 1989, Stoneybatter Set, Dublin ;
- 1990, Stoneybatter Set, Dublin ;
- 1996, Carrickcruppen Set ;
- 1998, Elphin comté de Roscommon ;
- 1999, Kilcummin Set, comté de Kerry ;
- 2000, Galbally/Ballyhogue, comté de Wexford ;
- 2001, Kilcummin, comté de Kerry ;
- 2002, Elphin Set, comté de Roscommon ;
- 2003, Gleneagle, comté de Kerry ;
- 2004, Gleneagle, comté de Kerry ;
- 2005, Glenflesk, comté de Kerry ;
- 2006, Abbeyknockmoy, comté de Galway ;
- 2007, Glenflesk (Gleann Fleisce), comté de Kerry ;
- 2008, Abbeyknockmoy, comté de Galway ;
- 2009, St. Ciara’s, comté de Clare ;
- 2010, Cill Áirne, comté de Kerry ;
- 2011, Abbeyknockmoy, comté de Galway ;
- 2012, Caisleán Nua, comté de Tipperary ;
- 2013, Spa - Cill Áirne, comté de Kerry ;
- 2014, Spa - Cill Áirne, comté de Kerry.

## Set dance- Danses en couple (rince seit - mixed)
- 1990, The Banner Set, comté de Clare ;
- 1995, Elphin Set, comté de Roscommon ;
- 1996, Elphin set, comté de Roscommon ;
- 1997, Elphin Set, comté de Roscommon ;
- 1998, Tulla Set, comté de Clare ;
- 1999, Elphin Set, comté de Roscommon ;
- 2000, Abbeyknockmoy, comté de Galway ;
- 2001, Gleneagle, comté de Kerry ;
- 2002, Abbeyknockmoy, comté de Galway ;
- 2003, Gleneagle, comté de Kerry ;
- 2004, Gleneagle, comté de Kerry ;
- 2005, Knockcroghery, comté de Roscommon ;
- 2006, Glenflesk (Gleann Fleisce), comté de Kerry ;
- 2007, Glenflesk (Gleann Fleisce), comté de Kerry ;
- 2008, Kincora, comté de Clare ;
- 2009, Diabhlaíocht na hÓige, comté de Clare ;
- 2010, Rhythm of the Banner, comté de Clare ;
- 2011, Drithle an Iarthair, comté de Clare ;
- 2012, Kilcummin, comté de Kerry ;
- 2013, Céimeanna - Cill Áirne, comté de Kerry ;
- 2014, Céimeanna - Cill Áirne, comté de Kerry.

## Set dance - Half set (rince leath-seit)
- 2007, Glenflesk (Gleann Fleisce), comté de Kerry ;
- 2008, Cuilmore, comté de Mayo ;
- 2009, CCÉ, Cill Chuimín, comté de Kerry ;
- 2010, Ballyroan, comté de Laois ;
- 2011, Ballyduff / Ballinvella / Ballysaggart, CCÉ, comté de Waterford ;
- 2012, Kilcummin, comté de Kerry ;
- 2013, Ballyroan, comté de Laois ;
- 2014, Átha 'n Caoire, comté de Cork.

## Full Set - Mixed (over 35) (rince seit)
- 2011, Ruagairí an Chláir, comté de Clare ;
- 2012, Ballyduff/Ballinvella/Ballysaggart, comté de Waterford ;
- 2013, Spa - Cill Áirne, comté de Kerry ;
- 2014, Kilcummin CCÉ, comté de Kerry.

## 8-Hand Céilí - Catégorie féminine (rince céilí 8 mná)
- 2011, Sliabh Luachra CCÉ, comté de Kerry ;
- 2012, Sliabh Luachra CCÉ, comté de Kerry ;
- 2013, Sliabh Luachra CCÉ, comté de Kerry ;
- 2014, Caisleán Nua, comté de Tipperary.

## 8-Hand Céilí – Mixte (rince céilí 8)
- 2011, Foireann Rince Mhuineacháin, Emyvale, comté de Monaghan ;
- 2012, Emyvale CCÉ, comté de Monaghan ;
- 2013, Craobh Bheartla Uí Fhlatharta, CCÉ, comté de Kildare ;
- 2014, Emyvale CCÉ, comté de Monaghan.

## 4-Hand Céilí - catégorie féminine (rince céilí 4 mná)
- 2011, Sliabh Luachra CCÉ, comté de Kerry ;
- 2012, Gleann Fleisce CCÉ, comté de Kerry ;
- 2013, Gleann Fleisce A, CCÉ, comté de Kerry ;
- 2014, Gleann Fleisce A, comté de Kerry.

## 4-Hand Céilí - Mixte (rince céilí 4)
- 2011, Foireann Rince Mhuineacháin, Emyvale, comté de Monaghan ;
- 2012, CCÉ, Teampall an Ghleanntáin, comté de Limerick ;
- 2013, Naomh Chiaráin, CCÉ, comté de Kerry ;
- 2014, Ballyduff/Ballinvella/Ballysaggart, comté de Waterford.

## Danse style ancien (Sean nós)
- 2011, Una Ní Fhlatharta, comté de Kildare ;
- 2012, Sharleen McCaffrey, comté de Westmeath ;
- 2014, John Joyce, comté de Galway.